# 终带
终带（前1世纪—14年），西汉末年新朝人物，西域戊己校尉史（戊己校尉的属官）。
王莽始建国二年（10年），他见匈奴扰边，西域诸国不断离叛，又听说匈奴将率领大兵攻打西域，害怕遭祸。终带与陳良、韩玄、任商一起叛变，九月辛巳日，杀害戊己校尉刁护父子和刁护的家族子弟，终带自称“废汉大将军”，胁迫吏士男女二千余人逃降匈奴。乌珠留若鞮单于将他的人众安置在零吾水上农耕，任命终带为乌桓都将军。立国将军孙建上奏，请求将陈良等人的亲属以连坐罪处死，得到朝廷批准。天凤元年（14年），匈奴烏累若鞮單于即位，与王莽和亲。王莽派遣使者王歙、王飒以重金贿赂匈奴，单于遂将终带与陈良、任商、韩玄等人械槛车交给王歙、王飒兄弟，他们都在常安处以火刑。